# 개빈 고든

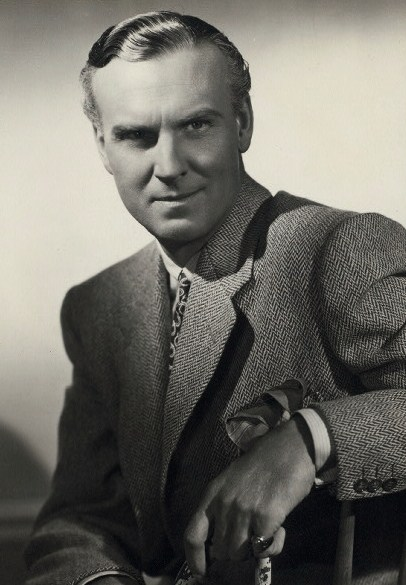

개빈 고든(Gavin Gordon, 1901년 4월 7일 ~ 1983년 4월 7일)은 미국의 배우이다.
미시시피주에서 태어났다.

## 영화
- 팻시 (1964년)
- 걸스! 걸스! 걸스! (1962년)
- 포켓에 가득찬 행복 (1961년)
- 파드너스 (1956년)
- 베가본드 킹 (1956년)
- 화이트 크리스마스 (1954년)
- 스파이 소동 (1954년)
- 센테니얼 썸머 (1946년)
- 오명 (1946년) - 어니스트 역
- 페이퍼 블렛 (1941년)
- 페이지 미스 글로리 (1935년) - 리포터 메츠 역
- 착한 요정 (1935년)
- 프랑켄슈타인 2 - 프랑켄슈타인의 신부 (1935년)
- 해피니스 어헤드 (1934년) - 젤리피 '젤리' 트래비스 역
- 진홍의 여왕 (1934년)
- 하드 투 핸들 (1933년) - 존 헤이든 역
- 옌 장군의 쓰디쓴 차 (1933년)
- 밀랍 박물관의 미스테리 (1933년)
- 미국의 광기 (1932년)
- 로맨스 (1930년)